# اچ‌ام‌اس هارت (۱۸۹۵)
اچ‌ام‌اس هارت (۱۸۹۵) (به انگلیسی: HMS Hart (1895)) یک کشتی بود که طول آن ۱۹۴ فوت (۵۹ متر) بود. این کشتی در سال ۱۸۹۵ ساخته شد.